# Athelhampton Hall

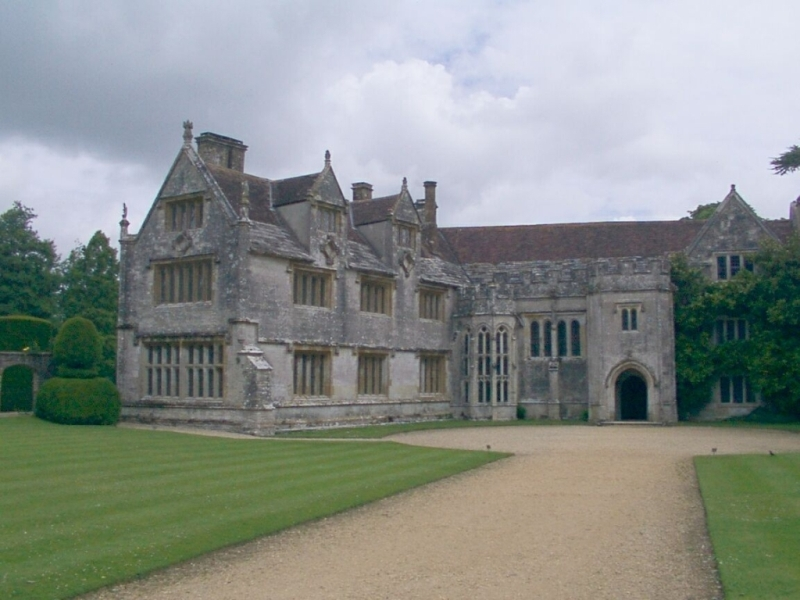
Athelhampton Hall

Athelhampton Hall ist ein Herrenhaus aus dem 15. Jahrhundert in der Gemeinde Athelhampton in der englischen Grafschaft Dorset.

## Grundherrschaft
Das Domesday Book weist 1086 den Bischof von Salisbury und den Pächter Odbold als Inhaber der Grundherrschaft von Athelhampton – damals als Pidele bezeichnet – aus. Der Name Aethelhelm taucht im 13. Jahrhundert auf, als Athelhampton der Familie Loundres gehörte. Im Jahre 1350 heiratete Richard Martyn die Erbin von de Pydele, und ihr Nachfahre Sir William Martyn, der 1492 Oberbürgermeister von London war, erhielt die Erlaubnis, auf 65 Hektar Land einen mittelalterlichen Rehpark zu errichten und das Herrenhaus zu befestigen.

## Herrenhaus
Athelhampton Hall ist ein Herrenhaus in privater Hand und wurde von English Heritage als historisches Gebäude I. Grades gelistet. Es ist von 65 Hektar Parkland umgeben und heute für die Öffentlichkeit zugänglich.
Sir William Martyn ließ den Rittersaal etwa 1493 bauen. Ein Westflügel und ein Torhaus wurden 1550 hinzugefügt, aber 1862 wurde das Torhaus wieder abgerissen. Sir Robert Long kaufte Athelhampton Hall 1665 von Sir Ralph Bankes. 1684 unternahm ein Gericht den Versuch, das Anwesen vom damaligen Eigner James Long Esquire (Sohn von Sir James Long) zum Ausgleich bestehender Schulden zu sequestrieren, aber hatte offensichtlich keinen Erfolg. Das Anwesen wurde in der Familie Long weiter vererbt bis zu William Pole-Tylney-Long-Wellesley, dem Viscount Wellesley und späteren 5. Earl of Mornington, der es 1848 an George Wood verkaufte. 1891 erwarb der Antiquariar Alfred de Lafontaine Athelhampton Hall, renovierte die Innenräume und baute 1920–1921 einen Nordflügel an.
Zur gleichen Zeit engagierte de Lafontaine Inigo Thomas um einen der großartigsten Gärten Englands zu schaffen, eine Serie von „Außenräumen“, die von der Renaissance inspiriert waren. 8,1 Hektar formelle englische Gärten werden vom River Piddle umflossen und bestehen aus acht eingefriedeten Gärten mit zahlreichen Springbrunnen und Pavillons, eine Terrasse mit Balustrade, Statuen, Obelisken und Durchblicken durch Torpfeiler. Der Great Court (dt.: großer Hof) enthält 12 riesige Eibenpyramiden, die um einen Teich in der Nähe der großen Terrasse angeordnet sind. Auf dem Rasen im Westen findet man einen runden Taubenschlag aus dem frühen 16. Jahrhundert und auf der Südterrasse eine weitverzweigte immergrüne Magnolie und eine Banksie. Birnbäume bedecken die alten Mauern, wo man auch Rosen und Waldreben findet.
Die Athelhampton Hall gehört seit drei Generationen der Familie Cooke. Ein schlimmer Brand zerstörte 1992 den größten Teil des Dachgeschosses und den ersten Stock des Südflügels. Die nachfolgenden Untersuchungen ergaben, dass das Layout der Räume im ersten Stock, die für die Dienerschaft vorgesehen waren, seit dem Bau verändert worden waren. Man fand auch eine lebensgroße Skizze eines klassischen offenen Kamins auf dem Putz hinter einer Verkleidung über einem existierenden offenen Kamin.
Der Wirtschaftsbetrieb von Athelhampton mit einigen Pubs und Restaurants in Dorset wird durch eine Partnerschaftsgesellschaft von Patrick und Andrea Cooke, den derzeitigen Eignern des Anwesens, sowie Owen Davies betrieben. Das Martyrs Inn in historischen Dorf Tolpuddle 3 km entfernt, ist eng mit Athelhampton verbunden.

## Im Film
- Das Herrenhaus diente als Kulisse des 1972 gedrehten Films Mord mit kleinen Fehlern. Damals gehörte es dem Politiker Robert Cooke.[6]
- Haus und Gärten dienten auch als hauptsächliche Kulisse für die Folge The Seeds of Doom der Serie Doctor Who.[6]
- Julian Fellowes nutzte das Haus für den Kinderfilm From Time to Time nach der Novelle The Chimneys of the Green Knowe.[6]